# Сом Арістотеля
Сом Арістотеля (Silurus aristotelis) — вид риб роду сом родини Сомові. Ендемік Греції. Раритетний вид риб, занесений до Червоного списку МСОП та інших природоохоронних документів.

## Опис
Цей вид виростає в довжину до 46 см і має важливе значення для місцевого комерційного рибальства.

## Поширення
Є ендеміком Греції, де зустрічається в річці Ахелоос. Його природними біотопами є прісноводні річки та озера.

## Охорона
Раритетний вид риб, занесений до Червоного списку МСОП (охоронна категорія: вид перебуває у небезпечному стані). На більшій частині ареалу стан природних популяцій виду наразі залишається нестабільним. В ряді регіонів спостерігається тенденція до зниження чисельності популяції виду. Тому сом Арістотеля занесений до Додатку 3 Бернської конвенції (охоронна категорія: вид підлягає охороні), а також до Директиви Європейського Союзу 92/43/ЄС «Про збереження природних оселищ та видів природної фауни і флори» (Додаток II. Види рослин і тварин, що становлять особливий інтерес для Європейського Союзу, збереження яких потребує створення територій особливої охорони).